# Margo Martindale
Margo Martindale (Jacksonville (Texas), 18 juli 1951) is een Amerikaanse actrice en stemactrice.

## Biografie
Martindale heeft de highschool doorlopen aan de Lon Morris College in haar geboorteplaats Jacksonville (Texas), hierna ging zij studeren aan de universiteit van Michigan in Ann Arbor. Martindale is vanaf 1986 getrouwd en heeft met haar echtgenoot een dochter.

## Filmografie

### Films
Selectie:
- 2023 Cocaine Bear - als Liz
- 2019 The Kitchen - als Helen O'Carroll
- 2017 Downsizing - als vrouw in shuttle
- 2017 Cars 3 - als Louise Nash (stem)
- 2016 Mother's Day - als Flo
- 2014 Heaven Is for Real - als Nancy Rawling
- 2013 August: Osage County – als Mattie Fae Aiken
- 2013 Beautiful Creatures – als tante Del
- 2009 Orphan – als dr. Browning
- 2009 Hannah Montana: The Movie – als Ruby
- 2008 Stop-Loss – als secretaresse van senator
- 2007 Superheroes – als moeder van Ben
- 2007 Feast of Love – als mrs. Maggarolian
- 2007 The Savages – als Roz
- 2007 Rocket Science– als coach Lumbly
- 2006 Wedding Daze – als Betsy
- 2006 Paris, je t'aime – als Carol
- 2004 Million Dollar Baby – als Earline Fitzgerald
- 2003 The Human Stain – als psycholoog
- 2002 The Hours – als mrs. Latch
- 2000 28 Days – als Betty
- 1999 Ride with the Devil – als Wilma Brown
- 1998 Practical Magic – als Linda Bennett
- 1998 Twilight – als Gloria Lamar
- 1997 Critical Care – als Constance Potter
- 1996 Marvin's Room – als dr. Charlotte
- 1995 Dead Man Walking – als zuster Colleen
- 1995 Sabrina – als verpleegster
- 1994 Nobody's Fool – als Birdy
- 1993 The Firm – als Nina Huff
- 1992 Lorenzo's Oil – als Wendy Gimble
- 1991 The Rocketeer – als Millie
- 1990 Days of Thunder – als Donna

### Televisieseries
Uitgezonderd eenmalige gastrollen.
- 2020 - 2023 Your Honor - als Elizabeth - 9 afl.
- 2022 The Watcher - als Maureen - 6 afl.
- 2021 American Crime Story - als Lucianne Goldberg - 10 afl.
- 2018 - 2021 The Good Fight - als Ruth Eastman - 4 afl.
- 2021 Infinity Train - als rechter Morpho / Caterpillar (stemmen) - 4 afl.
- 2017 - 2021 DuckTales - als Ma Beagle (stem) - 8 afl.
- 2020 Mrs. America - als Bella Abzug - 9 afl.
- 2014 - 2020 BoJack Horseman - als karakter actrice Margo Martindale (stem) - 8 afl.
- 2015 - 2019 Sneaky Pete - als Audrey - 30 afl.
- 2013 - 2018 The Americans – als Claudia – 34 afl.
- 2017 The Guest Book - als Alice - 3 afl.
- 2015 - 2016 The Good Wife - als Ruth Eastman - 13 afl.
- 2013 - 2015 The Millers - als Carol Miller - 34 afl.
- 2011 – 2012 A Gifted Man – als Rita Perkins-Hall – 16 afl.
- 2011 Chaos – als Doris Blashik – 2 afl.
- 2011 Justified – als Mags Bennett – 10 afl.
- 2009 – 2010 Mercy – als verpleegster Klowden – 11 afl.
- 2006 – 2008 Dexter – als Camilla – 5 afl.
- 2007 – 2008 The Riches – als Nina Burns – 20 afl.
- 2005 – 2006 Medium – als Catherine – 3 afl.
- 2001 – 2002 100 Centre Street – als Michelle Grande – 14 afl.

- Bibsys: 14059993
- Biblioteca Nacional de España: XX5110062
- Bibliothèque nationale de France: cb15538313f (data)
- Gemeinsame Normdatei: 173959210
- International Standard Name Identifier: 0000 0001 2128 4768
- Library of Congress Control Number: no2008035301
- Nationale Bibliotheek van Tsjechië: xx0206102
- Nationale Bibliotheek van Israël: 987007315013905171
- Nationale Bibliotheek van Polen: a0000001601500
- Nederlandse Thesaurus van Auteursnamen: 398074070
- Virtual International Authority File: 37228003
- WorldCat: E39PBJfMm9JP9twp7Yk3MmtMyd